# SCP – Containment Breach
SCP - Containment Breach（エスシーピー コンテインメント・ブリーチ）とは、SCP財団をベースとしたOSSのフリーインディーゲームです。本作は一人称視点でプレイすることができ、本作最大の特徴は既存の部屋をほぼランダムに繋ぎ合わせてマップを生成するプロシージャルなプレイエリアである。
プレイヤーは財団のDクラス職員として、あるSCPに対する実験への参加が強制される場面からゲームが始まる。
日本においては主にニコニコ動画で実況されており、一部で人気がある。また、未翻訳であり日本語版は存在しない。

## ゲームプレイ
プレイヤーキャラクターはD-9341に指定された「クラスD」職員のベンジャミン・オリバー・ウォーカー（Benjamin Oliver Walker）（「らせん状のゲシュタルト（spiral gestalt）」として知られるSCPの違法研究を行ったことで拘束されたレベル４の研究者）であり、「SCP」と呼ばれる危険なアノマリー達が徘徊する地下研究・収容施設からの脱出を目指す。序盤、主人公はいくつかの指示を受けるのだが、それを無視した場合は毒ガスによって処刑(終了)される。プレイヤーは数々の敵対的なSCPに追われることとなり、それらの中で主要な敵は、「SCP-173」である。死を避けるために他のSCPと同様に173から逃げなければならないが、プレイヤーはゲーム中に定期的にまばたきをしなければならず、このSCPはまばたきの一瞬でも距離を詰めてくるため、173が付近にいる際のまばたきは173に攻撃できる隙を与えてしまうため対処がより困難である。また、特定の環境（除染ガスが充満する部屋など）ではプレイヤーのまばたきの頻度が増える。その他のSCPとして普段は大人しいが顔を見られた場合に興奮し始め、顔を見た人間（プレイヤー）を追いかけて殺害するSCP-096などが登場する。
ゲームの主な特徴の一つがランダム生成の部屋である。ゲームの部屋のすべてが廊下、チェンバー、オフィスのセットからランダムに選ばれそれらが繋ぎ合わさり施設を構成している。（稀にランダム生成のバグからある部屋が出現しないことがある）これらの部屋は三種類の舞台（軽度収容ゾーン、重度収容ゾーン、エントランスゾーン）に分かれており、各舞台には、ランダム生成が可能な独自の部屋・廊下及び独自のアーティファクトとSCPが含まれている。SCP-173やSCP-106などの一部のSCPは施設全体に出現し得る。プレイヤーがゲームを進めるに従ってゾーンは次第により過酷になっていく。重度の収容ゾーンは軽度の収容ゾーンより危険なSCPを収容しており、エントランスゾーンには収容違反のSCPの再捕獲及び/または至る所にある核爆弾を起爆させて施設を破壊するために財団が配備した機動部隊「九尾の狐」（Nine-Tailed Fox）が現れる。これらの兵士はチームで行動しD-9341を見つけ次第発砲してくるため、ゲーム中に遭遇する最も危険な敵の一つとなっている。
道中でプレイヤーはサバイバルに役立つ様々なアイテムを見つけられる。それらにはガスマスク、様々な電子機器、バッテリー、ロックされたドアを開くための様々なレベルのキーカードなどがある。また、良性または動かないSCPにも遭遇する（例としてSCP-914は大型のぜんまい仕掛けの機械であり、プレイヤーが挿入したアイテムを起動前の設定に基づきより優れたまたはより劣化したバージョンに精製する）。

## プロット
本作は世界の正常性を脅かす異常なアーティファクト、存在、場所の収容が専門の秘密組織「SCP財団」を中心に展開する。本作の出来事以前に、財団を離反した集団「カオス・インサージェンシー」が財団の収容サイト数ヶ所を攻撃したため多くのSCP（組織が収容するアノマリーの総称）を未詳のサイトへと移動させることを余儀なくされた。その後まもなくしてあらゆる収容違反の可能性からこのサイトを防衛するために財団のタスクフォース「九尾の狐」が設立された。
プレイヤーはDクラス職員（通常は財団に徴用された死刑囚）であるD-9341を操作する。D-9341は他の2人のDクラス職員と共に、人から直視されていない時に高速で移動し首の骨を折ったり絞殺したりして攻撃するコンクリートの彫像SCP-173収容チェンバーの清掃を行うことを強制された。

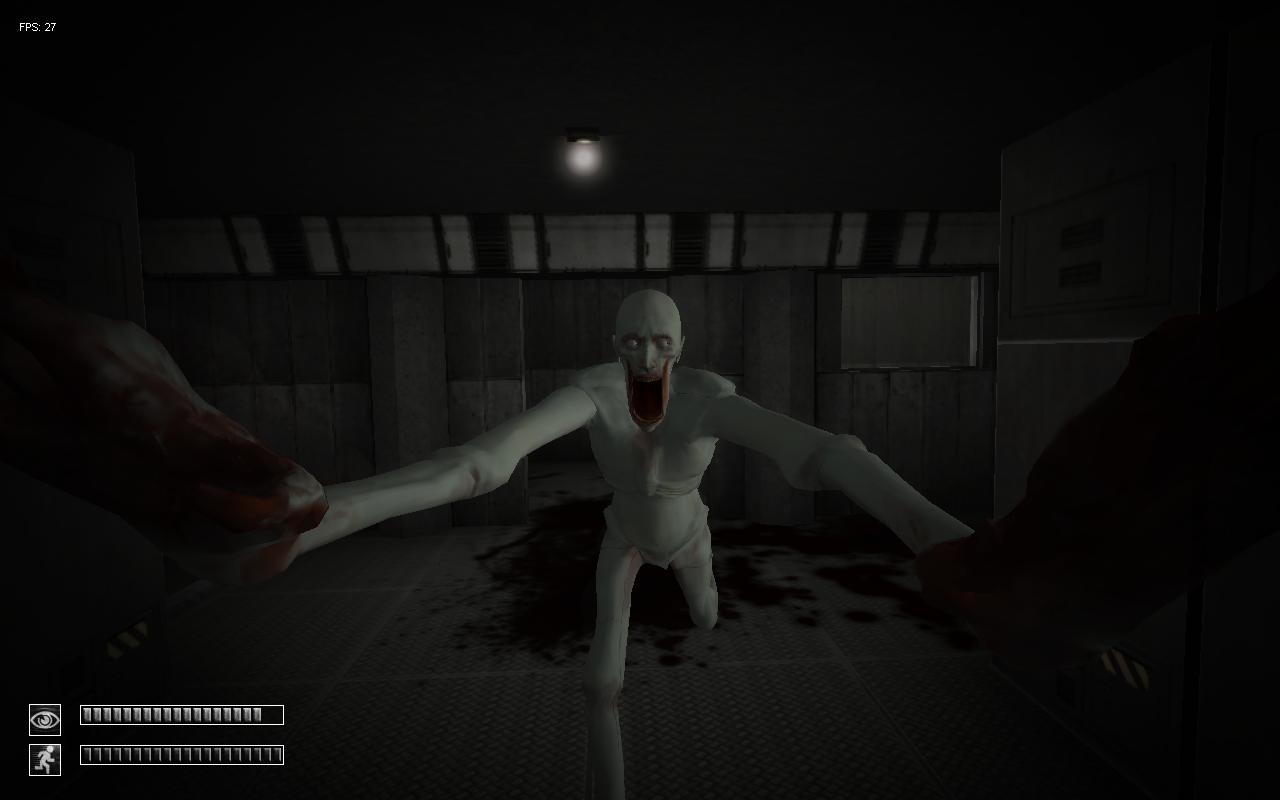
顔を見られたためにプレイヤーを攻撃するSCP-096

この実験手順の最中、サイトの電力とドア制御システムが故障し始めたことでSCP-173が他の2人のDクラス職員を殺害し換気システムへと脱出し、D-9341はプレイヤーの操作で収容チェンバーから脱出した。その後、数体のSCPが収容違反したことを伝える放送がサイト全体に流れ、サイトが強制的に封鎖状態になった。プレイヤーはその後D-9341を導いて施設を探索しつつ、施設内をうろつく脱走した複数のSCPからの生き残りを図らなければならない。脱走SCPにはSCP-106（物質を通り抜けることができる腐敗した老人のような見た目の存在で、殺害するためにプレイヤーをポケットディメンションに引きずり込もうとする）やSCP-096（人型のクリーチャーで自身の顔を見られた場合にプレイヤーを不可避的に追いかけ殺害するが、顔を見られさえしなければ大人しい）がいる。加えて、SCP再確保のために配備された九尾の狐の兵士達は彷徨うクラスD職員を標的にし殺害する指令を受けているためプレイヤーは彼らを避けなければならない。ゲームの後半では、プレイヤーはマイクロコンピュータに棲む悪意ある人工知能SCP-079に遭遇し、カオス・インサージェンシーのスパイ数名が施設の制御を079に与えたことで079が停電を引き起こし、財団が再収容に追われることになったと知った。以降、SCP-079はプレイヤーに対し、プレイヤーがドア制御システムを再起動してドアの制御を079が取り戻せるようにするのと引き換えにD-9341の施設脱出を手助けするとの提案をした。プレイヤーがドア制御システムを再度有効にした場合、SCP-079はゲートAとゲートBの二つの出口への扉を開く。そこから異なる４種類のエンディングに到達できる。
第１・第２エンディングはゲートBを通って施設を脱出することで到達できる。地上へとたどり着くと、SCP-682（SCP財団が何度も終了を試みた高速な再生能力を持つほぼ破壊不可能な巨大な爬虫類のクリーチャー）がゲートB付近から施設を脱出し、収容の最終手段として対象を破壊するために基地に置かれている核弾頭が起爆することを伝える警報が鳴り響いた。その直後、核弾頭が起爆しD-9341を含むエリア全体を蒸発させる。エンディング画面で通信士が爆心地の残骸を偵察するタスクフォースの配備を要求する無線伝送が聞こえる。しかし伝送は途中で大きな咆哮が聞こえた時に中断され、核爆発によるSCP-682の破壊が成功しなかったことを示唆している。第二のエンディングはプレイヤーが施設内にいる際に核弾頭を無効化した場合に生じる。全戦闘要員にゲートBに戻るように知らせる別の警報が発信され、兵士の集団がD-9341のいる位置に集結する。これにより兵士達の発砲でD-9341は死亡する。
残り二つのエンディングはゲートAという名の別の出口を通ることで到達でき、施設にいる際にプレイヤーがSCP-106を再収容したかどうかでエンディングが変化する。プレイヤーが上記のタスクを実行していない場合、SCP-106がゲートAから脱出しようとしたが、その後逃走防止用にH.I.D. (High-Intensity Discharge、高輝度放電）タレットと呼ばれる武器の使用が許可された。タレットが集中光線を発射し、光に敏感な性質を持つSCP-106は撤退を余儀なくされた。この間にプレイヤーは騒乱を通り過ぎサービストンネルを通って脱出しようとするが、カオス・インサージェンシーの兵士の集団によって阻止された。 兵士達はD-9341に「彼ら（財団）にお前（D-9341）を捕まえさせるにはあまりにも多くのことを知りすぎている」と話し連れ去った。その後の彼の運命は不明である。
最後に、プレイヤーがSCP-106を収容していた場合、その後数名のタスクフォースの部隊が代わりにD-9341を捕縛する。エンディング画面ではD-9341についての報告記録が流れ、収容違反により生じたあらゆる危険な脅威を乗り越えた彼の特異な幸運と能力について言及され、D-9341をSCP対象として分類することも検討された。

## 制作
本作はフィンランドの開発者Joonas Rikkonenが制作した。SCP – Containment Breachの制作前にRikkonenはゲーム『SCP-087』（終わりのないように思える階段とそこに潜む謎の存在）をプレイし、ゲームが比較的シンプルな前提を与えられていることの恐ろしさに感銘を受けた。Rikkonenは彼独自のバージョンに取り組むことに決め、『SCP-087-B』として公開した。このミニゲームは最終的に非常に人気を博し、彼はより多くのSCPが登場するより大規模なゲームに取り組むことを決めた。RikkonenはBlitz3Dで彼のゲームの制作を開始した。その理由は彼の言葉で「他の言語やエンジンの学習を始めるのはかなり面倒くさかった」ためである。ゲームの設計時にRikkonenは個人的に好きなSCPでありまばたきの要素をプログラムに実装することはゲームをより面白くすると感じたことからメインの敵をSCP-173に決めた。
Rikkonenは本当に怖いゲームを作成する最良の方法は、モンスターだけではなく環境と音風景に焦点を合わせることだと感じたため、ゲームは非常に雰囲気がある。雑誌Edgeのインタビューで彼は以下のように述べた:
Containment Breachを非常に恐ろしいものにしていることの1つは、プレイヤーがほとんど安全ではないことであり、わずかな不注意でもゲームが終了する可能性があることです。 絶えずSCP-173を警戒し、擦れる音を聞き、新しい部屋に入るときは注意深く見回す必要があります。 ランダムに生成されたマップとランダムに配置されたイベントもCBを恐ろしいものにする重要な部分です。 何回プレイしても、次に何が起こるかを100％確信することはできません。 また、ゲームのサウンドとミュージッククリップを探し制作するのに多くの時間を費やしました。 雰囲気は優れたホラーゲームの重要な要素の1つであり、よく作られた音風景は雰囲気に多くの要素を追加します。
Rikkonenは「人々を怖がらせるための幾分かチープな方法」であるとわかっていたが、「プレイヤーを用心させておく」ために彼は多くのジャンプスケアを実装した。彼は「見ていない時に不可思議な速さで接近してくるクリーチャーについてのゲームを作る場合には大体多少のジャンプスケアが必要になる」と説明した。
Rikkonenが最初にこのゲームに取り組み始めた時、彼は高等学校を卒業していた。彼はゲームの制作を楽しんだ一方で、ゲーム制作を単なる「趣味」で「夢物語」であるといつも考えていた。しかし、ゲームの成功後Rikkonenはトゥルク大学でゲームプログラミングを追い求めることに決めた。
v1.3とv1.3.11の間に独立ゲーム開発者グループ「Third Subvision Studio」がRegailsがSCP – Containment Breachに取り組むのを支援した。Third Subvisionはまたプレイヤー役を九尾の狐のエージェントの一人と交代するゲームのmod『SCP - Nine-Tailed Fox』も制作した。

## 評価
本作は概ね好意的な評価を得た。Edge magazineはこのゲームに好意的なレビューを行い、本作を「安っぽいクリーチャーをキャストするローエンドのBlitz3Dエンジンで作られたインディー作品」と評したが、「どういうわけか最近の高額予算のホラーゲームを組み合わせた場合よりも怖くなっている」と付け加えた。Jay Is Gamesは、ゲームは「完璧ではなく未だに少しバグがある」が、それにもかかわらず「言葉にならないきしむような恐怖のシリアスな瞬間がある」と記述した。GeekInsiderのニコラス・グリーンはゲームプレイについて積極的に書き、特にまばたきタイマーの使用を称賛した。 グリーンはまた、ゲームの「幾分か時代遅れの外見は恐怖を軽減させることに全くならない」と特に言及した。本作はPC Gamerのベスト無料PCゲームトップ50の22位に取り上げられ、「SCP – Containment Breachのパワーは影の組織が閉じ込めている怪異とモンスターについて創案された一連のインターネットの物語であるSCP伝説を利用していることで倍増している」と述べた。2013年後半のバージョン0.8のリリースと共に、PC Gamerのイアン・バーンバウムは本作を「とても怖い」と呼びサイト上で再び称賛を繰り返した。